# Космос-1402
Космос-1402 — радянський супутник радіолокаційної розвідки з ядерною бортовою енергетичною установкою типу УС-А системи морської космічної розвідки і цілевказівки «Легенда». 7 лютого 1983 року уламки реакторного відсіку супутника впали уламків в південній частині Атлантичного океану.

## Призначення, особливості конструкції
«Космос-954» — один з супутників радіолокаційної розвідки типу УС-А, як джерело живлення яких використовувалася ядерна бортова енергетична установка. Причин використання ЯЕУ як джерела живлення було декілька. По-перше бортова РЛС, працюючи в активному режимі, потребує значної кількості енергії, у тому числі під час проходження супутника в тіні землі, що робить використання сонячних батарей неприйнятним. По-друге, радар вимагає якомога більш близького розташування КА до спостережуваних об'єктів, а отже низьку орбіту (270 км) польоту. Це теж не дозволяє використовувати як джерело енергії сонячні батареї.
Розробник супутника — конструкторське бюро ДКБ-52 Володимира Миколайовича Челомея, бортового ядерного реактора БЕС-5 «Бук» — ДКБ-670. Ядерна енергетична установка складалася з гомогенного реактора на швидких нейтронах БР-5А з тепловою потужністю 100 кВт. Реактор працював на урані-235, загальна маса якого при запуску становила 30 кг. Отримання електричного струму забезпечувалося напівпровідниковим термоелектричним генератором. Теплоносій — калій-натрієвий розплав. Ресурсом роботи 1080 годин. Вага — 1250 кг, що становило майже чверть від загальної ваги супутника. Від ЯЕУ з вихідною електричною потужністю 3 кВт живися бортовий радіолокатор бічного огляду. Супутник передавав на землю радіолокаційну картинку на фоні карти у смузі спостереження шириною 800 км і довжиною до 2000 км в залежності від параметрів витка, а також інформацію про місце цілей з точністю до 10 метрів.

## Запуск, робота і падіння
«Космос-1402» був запущений з космодрому Тюра-Там (Байконур) 30 серпня 1982 року, з пускової установки № 19 стартового майданчику № 90. Старт відбувся штатно і до кінця року супутник працював штатному режимі. Параметри орбіти «Космос-1402»: перигей — 254 км, апогей — 279 км, нахил — 65°.
28 грудня 1982 року, після відпрацювання робочого завдання КА, не вдалося вивести на орбіту поховання ядерну енергетичну установку і супутник розпочав неконтрольоване зниження. На щастя, конструктивні доробки, здійснені на супутниках типу УС-А після катастрофи «Космосу-954», дозволили відокремити активну зону від термостійкого корпусу реактора і запобігти компактному падінню уламків на Землю.
Система радіаційної безпеки зруйнувала супутник на три великі частини. Перша частина, швидше за все блок з радіолокаційною станцією, згоріла в атмосфері 30 грудня. Друга частина, власне супутник, впала в Індійський океан 23 січня 1983 року. І нарешті, третя частина, активна зона реактора, згоріла і була розсіяна в атмосфері Землі над островом Вознесіння в Атлантичному океані 7 лютого. З людей ніхто не постраждав, через те, що руйнування супутника відбулося над безлюдними районами, але свій внесок у підвищення природного радіаційного фону «Космос-1402» вніс. Якщо б реактор упав усього на 20 хвилин раніше — це мало б значно серйозніші наслідки, адже його падіння відбулося б в Центральній Європі.
Вимірювання концентрацій урану-235 в атмосфері, проведені через рік, показали, що приблизно 44 кілограми урану були розсіяні і залишалися в стратосфері. Протягом наступних років радіоактивні елементи з активної частини реактора супутника випадали на Землю у вигляді опадів
.
Після аварії «Космосу-1402» в СРСР запуски супутників типу УС-А були призупинені на півтора року. Старти були відновлені лише у червні 1984 року.